# Halové mistrovství Evropy v atletice 1994
23. Halové mistrovství Evropy v atletice se uskutečnilo v hlavním městě Francie, Paříži. Šampionát se konal ve dnech 11. – 13. března 1994 v hale Palais Omnisports. Na programu bylo dohromady 27 disciplín (14 mužských a 13 ženských). Na tomto šampionátu se naposledy konaly chodecké disciplíny. Mužská chůze na 5 km a ženská chůze na 3 km.
Ve stejné hale se rovněž konaly Světové halové hry v roce 1985, halové MS 1997 a v roce 2011 se zde uskutečnil již jednatřicátý ročník halového ME.

## Česká účast
Českou republiku na tomto šampionátu reprezentovalo 18 českých atletů (10 mužů a 8 žen).

## Medailisté

### Muži
| Soutěž        | Zlato                      | Stříbro                      | Bronz                          |
| ------------- | -------------------------- | ---------------------------- | ------------------------------ |
| 60 m          | Colin Jackson 6,49         | Alexandros Terzian 6,51      | Michael Rosswess 6,54          |
| 200 m         | Daniel Sangouma 20,68      | Vladislav Dologodin 20,76    | Georgios Panayiotopoulos 20,99 |
| 400 m         | Du'aine Ladejo 46,53       | Michail Vdovin 46,56         | Rico Lieder 46,82              |
| 800 m         | Andrej Loginov 1:46,38     | Luis Javier González 1:46,69 | Ousmane Diarra 1:47,18         |
| 1500 m        | David Strang 3:44,57       | Branko Zorko 3:44,64         | Abdelkader Chékhémani 3:44,65  |
| 3000 m        | Kim Bauermeister 7:52,34   | Ovidiu Olteanu 7:52,37       | Rod Finch 7:53,99              |
| 60 m př.      | Colin Jackson 7,41         | Gheorghe Boroi 7,57          | Mike Fenner 7,58               |
| Chůze na 5 km | Michail Ščennikov 18:34,32 | Ronald Weigel 18:40,32       | Denis Langlois 18:43,20        |
| Skok do výšky | Dalton Grant 2,37 m        | Jean-Charles Gicquel 2,35 m  | Wolf Beyer 2,33 m              |
| Skok o tyči   | Pjotr Bočkarjov 5,90 m     | Jean Galfione 5,80 m         | Igor Tranděnkov 5,75 m         |
| Skok daleký   | Dietmar Haaf 8,15 m        | Kostas Koukodimos 8,09 m     | Bogdan Tudor 8,07 m            |
| Trojskok      | Leonid Vološin 17,44 m     | Děnis Kapustin 17,35 m       | Vasilij Sokov 17,31 m          |
| Vrh koulí     | Oleksandr Bahač 20,66 m    | Dragan Perič 20,55 m         | Pétur Gudmundsson 20,04 m      |
| Sedmiboj      | Christian Plaziat 6 268    | Henrik Dagård 6 119          | Alain Blondel 6 084            |

### Ženy
| Soutěž        | Zlato                            | Stříbro                        | Bronz                       |
| ------------- | -------------------------------- | ------------------------------ | --------------------------- |
| 60 m          | Nelli Coomanová 7,17             | Melanie Paschkeová 7,19        | Patricia Girardová 7,19     |
| 200 m         | Galina Malčuginová 22,41         | Silke Knollová 22,96           | Jacqueline Poelmanová 23,43 |
| 400 m         | Světlana Gončarenková 51,62      | Taťjana Alexejevová 51,77      | Viviane Dorsileová 51,92    |
| 800 m         | Natalia Duchnovová 2:00,42       | Ella Kovacsová 2:00.49         | Carla Sacramentová 2:01,12  |
| 1500 m        | Jekatěrina Podkopajevová 4:06,46 | Ludmila Rogachovová 4:06,60    | Małgorzata Rydzová 4:06,98  |
| 3000 m        | Fernanda Ribeirová 8:50,47       | Margareta Keszegová 8:55,61    | Anna Brzezińská 8:56,90     |
| 60 m př.      | Jordanka Donkovová 7,85          | Eva Sokolovová 7,89            | Anne Piquereau 7,91         |
| Chůze na 3 km | Annarita Sidotiová 11:54,32      | Beate Gummeltová 11:56,01      | Jelena Aršincevová 11:57,48 |
| Skok do výšky | Stefka Kostadinovová 1,98 m      | Desislava Alexandrovová 1,96 m | Sigrid Kirchmannová 1,94 m  |
| Skok daleký   | Heike Drechslerová 7,06 m        | Ljudmila Ninovová 6,78 m       | Inessa Kravecová 6,72 m     |
| Trojskok      | Inna Lasovská 14,88 m            | Anna Birjukovová 14,72 m       | Sofia Božanovová 14,52 m    |
| Vrh koulí     | Astrid Kumbernussová 19,44 m     | Larisa Pelešenková 19,16 m     | Světla Mitkovová 19,09 m    |
| Pětiboj       | Larisa Turčinská 4 801           | Rita Ináncsiová 4 775          | Urszula Włodarczyková 4 668 |

## Medailové pořadí
| Umístění | Stát               | Zlato | Stříbro | Bronz | Celkem |
| -------- | ------------------ | ----- | ------- | ----- | ------ |
| 1.       | Rusko              | 9     | 7       | 3     | 19     |
| 2.       | Spojené království | 5     | 0       | 2     | 7      |
| 3.       | Německo            | 4     | 4       | 3     | 11     |
| 4.       | Francie            | 2     | 2       | 7     | 11     |
| 5.       | Bulharsko          | 2     | 1       | 2     | 5      |
| 6.       | Ukrajina           | 1     | 1       | 1     | 3      |
| 7.       | Nizozemsko         | 1     | 0       | 1     | 2      |
| 7.       | Portugalsko        | 1     | 0       | 1     | 2      |
| 9.       | Bělorusko          | 1     | 0       | 0     | 1      |
| 9.       | Itálie             | 1     | 0       | 0     | 1      |
| 11.      | Rumunsko           | 0     | 4       | 1     | 5      |
| 12.      | Řecko              | 0     | 2       | 1     | 3      |
| 13.      | Rakousko           | 0     | 1       | 1     | 2      |
| 14.      | Chorvatsko         | 0     | 1       | 0     | 1      |
| 14.      | Jugoslávie         | 0     | 1       | 0     | 1      |
| 14.      | Maďarsko           | 0     | 1       | 0     | 1      |
| 14.      | Španělsko          | 0     | 1       | 0     | 1      |
| 14.      | Švédsko            | 0     | 1       | 0     | 1      |
| 19.      | Polsko             | 0     | 0       | 3     | 3      |
| 20.      | Island             | 0     | 0       | 1     | 1      |